# 大野灯台
大野灯台（おおのとうだい）は石川県金沢市に建つ灯台である。日本の灯台50選の一つに選ばれている。その形状は全国でも珍しい四角柱である。

## 歴史
- 1878年（明治11年） - 大野町の住人で船主の浅勘七が、私財を投じて灯竿（丸い柱の上で魚油を焚いた）を建て、大野港の目印とする
- 1897年（明治30年）
  - 8月15日 - 上金石町が日和山に「上金石灯台」を建設し点灯[2]
  - 9月15日 - 下金石町が「下金石灯竿」を設置し点灯[3]
- 1899年（明治32年）4月19日 - 下金石灯竿を大野灯竿と改称[4]
- 1912年（明治45年）3月31日 - 大野灯竿廃止[5]
- 1922年（大正11年）12月1日 - 上金石灯台を金石灯台と改称[6]
- 1929年（昭和4年）5月15日頃 - 金石灯台の灯高、燭光数、光達距離変更[7]
- 1934年（昭和9年）3月1日 - 大野町が「大野灯竿」を設置し点灯[8]
- 1935年（昭和10年）12月16日 - 石川郡大野町が編入合併により金沢市の一部となる
- 1950年（昭和25年） - 本灯台の管理が海上保安庁に移管される
- 1952年（昭和27年）2月29日 - 金石灯台の灯質、燭光数変更[9]
- 1953年（昭和28年）4月21日 - 大野灯竿が260mほど移転の上、大野灯台となる[10][11]
- 1954年（昭和29年） - 大野港と金石港が併合して金沢港となる
- 1957年（昭和32年）2月1日 - 金石灯台が移転し金石防波堤灯台となる、金石灯台廃止[12]
- 1970年（昭和45年） - 金沢港が関税法上の指定港として開港する
- 1981年（昭和56年） - 光力を高めるなどの機能向上が図られる
- 1998年（平成10年）11月1日 - 第50回灯台記念日の行事として投票が行われ、本灯台が日本の灯台50選に選出される

## 交通
- 北陸新幹線・IRいしかわ鉄道線 金沢駅 - 中橋バス停より北陸鉄道バス三馬大野線に乗車。大野バス停または大野港バス停で下車
- 北陸自動車道金沢西インターチェンジ - 金沢港まで車で約15分

## 周辺情報
- 石川県金沢港大野からくり記念館
- 石川県銭屋五兵衛記念館
- 大野川
- 大野日吉神社